# Józef Łabędzki
Józef Łabędzki (ur. 23 listopada 1917 w Bolechówce, zm. 3 lutego 1986) – polski działacz partyjny i państwowy, nauczyciel, przewodniczący Prezydium Miejskiej Rady Narodowej w Będzinie (1957–1965).

## Życiorys
Ukończył gimnazjum ogólnokształcące w Siemianowicach i liceum pedagogiczne w Sosnowcu, potem na przełomie lat 40. i 50. ukończył kurs dla nauczycieli szkół średnich, a w 1954 studia na Wydziale Matematyki Uniwersytetu Łódzkiego. Pomiędzy 1939 a 1945 robotnik w kopalni Saturn w Czeladzi, potem do 1947 nauczyciel w Bańgowie. W tej miejscowości pełnił także funkcję przewodniczącego Gminnej Rady Narodowej w Bańgowie i szefa Ochotniczej Straży Pożarnej. Pomiędzy 1947 a 1949 nauczyciel w szkole podstawowej w Przełajce i jednocześnie szef tamtejszej GS „Samopomoc Chłopska”. W 1949 powrócił do Bańgowa, rozpoczął wkrótce pracę w szkołach w Będzinie.
Założył komórkę Polskiej Partii Robotniczej w Bańgowie, wraz z PPR w 1948 dołączył do Polskiej Zjednoczonej Partii Robotniczej. Od 1951 członek plenum, a od 1954 egzekutywy Komitetu Miejskiego PZPR w Będzinie. Od 1954 zasiadał w Miejskiej Radzie Narodowej w Będzinie, w latach 1957–1965 pełnił funkcję przewodniczącego jej Prezydium. Następnie przeszedł do pracy w Kuratorium Okręgu Szkolnego w Katowicach.

## Odznaczenia
Odznaczony m.in. Złotym Krzyżem Zasługi i Medalem 10-lecia Polski Ludowej, Złotą Odznakami Społeczny Fundusz Odbudowy Stolicy i Związku Nauczycielstwa Polskiego.